# Свети Димитрије (Солун)
Свети Димитрије (грч. Άγιος Δημήτριος, Ајос Димитриос) је насељено место у општини Даутбал у периферији Средишња Македонија, Грчка. Према попису из 2021. године био је 31 становник.
Свети Димитрије се води као посебно насеље од 2013. године.